# AMD K6

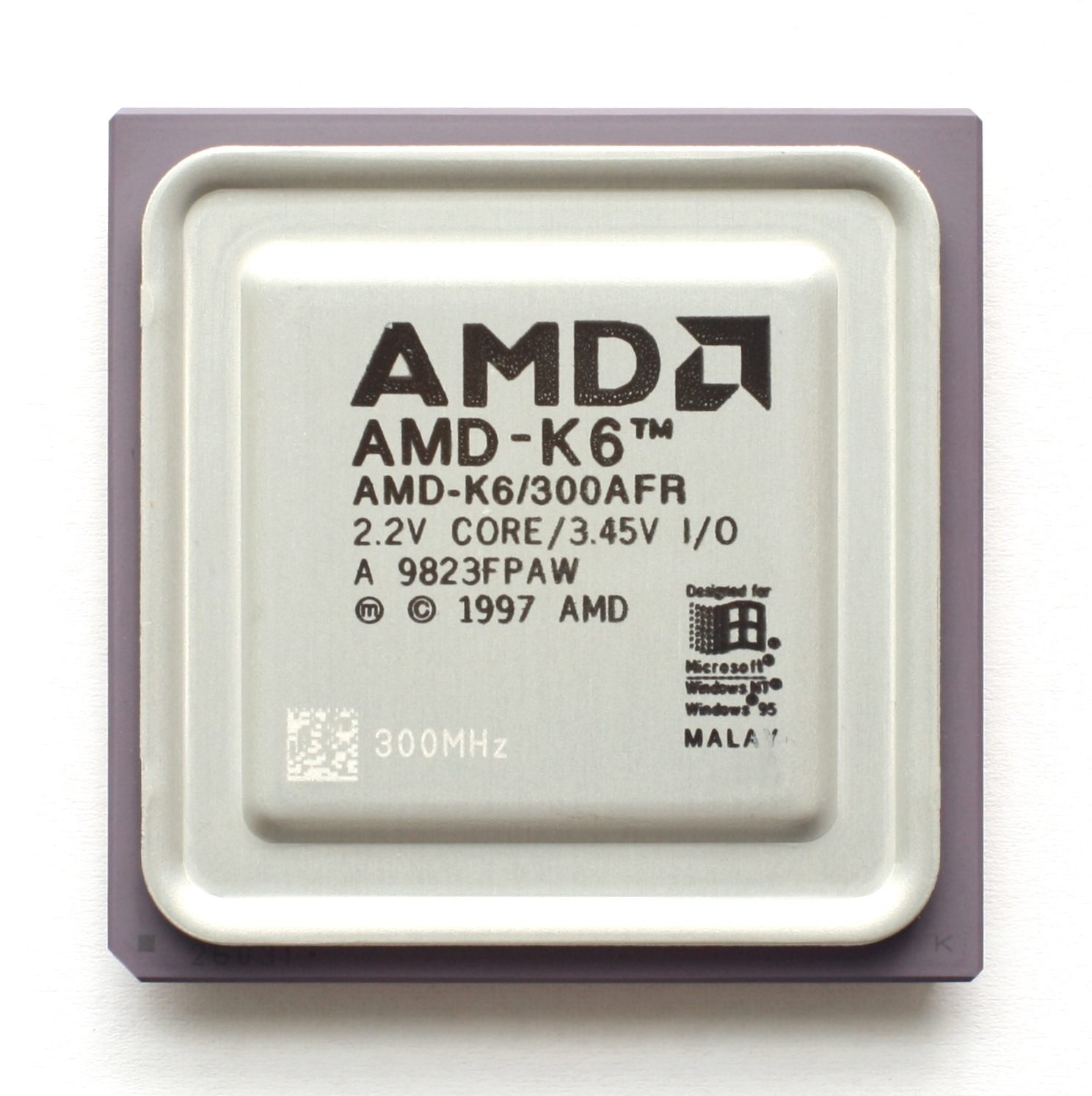
K6 «Little Foot» (Model 7)

AMD K6 — це процесор з 32 бітовою архітектурою x86, який був представлений компанією AMD в 1997, що прийшлов на заміну K5. Спочатку розроблений компанією NexGen під назвою Nx686. Після поглинання NexGen корпорацією AMD доопрацьований (насамперед додано блок FPU) і вироблявся як AMD K6. Процесор має суперскалярну мультиконвеєрну архітектуру. При його розробці закладалася сумісність з наявними на той час системами на базі Intel Pentium. При просуванні на ринку він позиціонувався як процесор, що має таку ж продуктивність, як і аналогічний Pentium, але при цьому значно дешевше. Процесор K6 суттєво вплинув на комп'ютерний ринок і став серйозним конкурентом процесорам від Intel.

## Історія

Архітектура AMD K6.

AMD K6 оснований на мікропроцесорі Nx686, який NexGen розробляв, коли його придбала AMD. Попри те, що назва має на увазі дизайн, що розвивається від K5, насправді це зовсім інший дизайн, який був створений командою NexGen, включаючи головного архітектора процесора Грега Фавора, і адаптований після покупки AMD. Процесор K6 включав механізм позачергового виконання динамічних інструкцій зі зворотним зв'язком, інструкції MMX і блок обробки чисел з рухомою комою (FPU). Він також був сумісний із контактами з Intel Pentium, що дозволило використовувати його в широко доступних материнських платах на з роз'ємом Socket 7. Як і попередні AMD K5, Nx586 і Nx686, K6 переводив інструкції x86 на льоту в динамічні буферизовані послідовності мікрооперацій. Наступна версія процесора K6, K6-2, додала нові SIMD-інструкції з рухомою комою під назвою 3DNow!.
Спочатку K6 був випущений у квітні 1997 року, працюючи на частоті 166 та 200 МГц. За ним вийшла версія 233 МГц пізніше в 1997 році. Спочатку процесори AMD K6 використовували рейтинг продуктивності на основі Pentium II (PR2) для визначення швидкості. Рейтинг PR2 був знижений, оскільки номінальна частота процесора не збігається з реальною частотою. Версія цього чіпа з частотою 266 МГц була випущена лише в другому кварталі 1998 року, коли AMD змогла перейти до виробничого процесу 250 нанометра. Нижча напруга та більший множник K6-266 означали, що він не був повністю сумісний з деякими материнськими платами Socket 7, подібними до більш пізніх процесорів K6-2. Остання модель K6 була випущена в травні 1998 року, та працювала на частоті 300 МГц.

## Моделі

### K6 (Model 6)
- 8800000 транзисторів за техпроцесом 350 нм
- Площа кристала: 162 мм ²
- Типове енергоспоживання тепловиділення: 17,2-28,3 Ват (залежно від частоти)
- Кеш першого рівня: 32 + 32 КБ (дані + інструкції)
- MMX
- Роз'єм Socket 7
- Частота системної шини: 66 МГц
- Вперше представлений: 2 квітня 1997
- Напруга живлення: 2,9 В (166/200) 3,2 / 3,3 В (233)
- Частоти: 166, 200, 233 МГц

### K6 «Little Foot» (Model 7)
- Інформація CPUID: Family 5, Model 7, Stepping 0
- 8800000 транзисторів по техпроцесу 250 нм
- Площа кристала: 68 мм ²
- Типове енергоспоживання тепловиділення: 12,45-15,4 Ватт
- Кеш першого рівня: 32 + 32 КБ (дані + інструкції)
- MMX
- Роз'єм Socket 7
- Частота системної шини: 66 МГц
- Вперше представлений: 6 січня 1998
- Напруга живлення: 2,2 В
- Частоти: 200, 233, 266, 300 МГц

Отримав подальший розвиток в процесорах K6-2 і K6-III.